# Pilonycteris celebensis
Pilonycteris celebensis is een zoogdier uit de familie van de vleerhonden (Pteropodidae). De wetenschappelijke naam van de soort werd voor het eerst geldig gepubliceerd door K. Andersen in 1907. De soort werd in 2021 in een eigen geslacht geplaatst: Pilonycteris.

## Voorkomen
De soort komt voor op het eiland Sulawesi en nabijgelegen eilanden.